# スクール・デイズ (1988年の映画)
『スクール・デイズ』（School Daze）は、スパイク・リー監督・脚本・出演による1988年のアメリカ合衆国の映画である。
日本では劇場未公開でビデオ発売された。

## ストーリー
アメリカ合衆国南部の大学。黒人が多いこの大学では、人種差別に反対するグループと白人に憧れるグループの2つが存在し、対立していた。

## キャスト
- ラリー・フィッシュバーン
- ジャンカルロ・エスポジート
- スパイク・リー
- オジー・デイヴィス
- ティシャ・キャンベル
- カイム
- ジョー・セネカ
- エレン・ホリー
- アート・エヴァンス
- ビル・ナン
- ジェームズ・ボンド三世
- ブランフォード・マルサリス
- カディーム・ハーディソン
- エリック・ペイン
- サミュエル・L・ジャクソン
- ジャスミン・ガイ
- ドミニク・ホフマン
- ケイシー・レモンズ